# Pfandherrschaft Dobrilugk

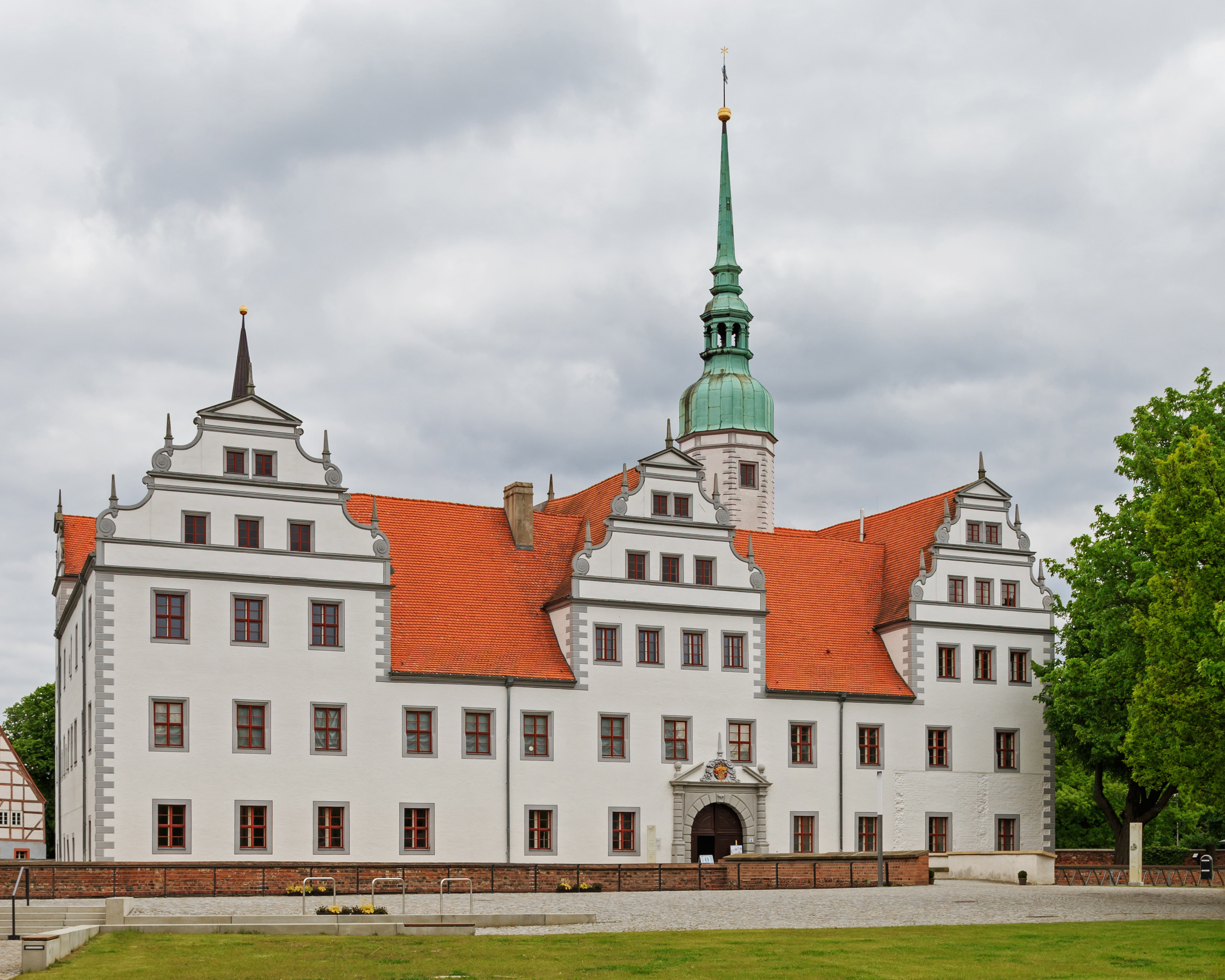
Schloss Doberlug (Dobrilugk), errichtet von Heinrich v. Gersdorf (nach 1551)

Die Pfandherrschaft Dobrilugk, seit 1603 Herrschaft Dobrilugk war eine Pfandherrschaft bzw. ab 1603 eine freie Herrschaft, die 1547 aus dem Besitz des ehemaligen Klosters Dobrilugk gebildet worden war. 1624 kaufte der sächsische Kurfürst Johann Georg I. die Herrschaft und wandelte sie in ein kurfürstliches Amt um, das zunächst als Amt Dobrilugk, ab 1818 als Rentamt Dobrilugk bezeichnet wurde. 

## Geschichte
1541 wurde das Kloster Dobrilugk durch den sächsischen Kurfürsten besetzt und der Klosterbesitz konfisziert. Einige Klosterdörfer waren zu dieser Zeit verpfändet und waren daher dem Zugriff entzogen. Ende November 1546 wurde das Kloster durch König Ferdinand von Böhmen eingenommen. Er restituierte es aber nicht mehr, sondern übertrug das Klostergebiet dem Landvogt der Niederlausitz Graf Albrecht Schlick als Pfand, daher auch die Bezeichnung Pfandherrschaft. 1551 bis 1602 war diese Pfandherrschaft im Besitz der v. Gersdorf, die einige der verpfändeten Dörfer wieder einlösen konnten. In den Jahren nach 1551 errichtete Heinrich v. Gersdorf (Sohn von Heinrich von Gersdorff [† 1557]) das Schloss Doberlug an der Stelle des früheren Abtshauses. 1603 kam der Besitz als nun freie Herrschaft an den Landvogt Freiherr Heinrich Anshelm v. Promnitz. Die Söhne dieses Freiherrn Heinrich Anshelm v. Promnitz verkauften die Herrschaft 1624 an den sächsischen Kurfürsten Johann Georg I., der die Herrschaft in ein kurfürstliches Amt umwandelte.

## Zugehörige Orte
- Arenzhain (heute Ortsteil der Stadt Doberlug-Kirchhain)
- Barzig. Das Dorf war 1534/37 an die v. Dieskau zu Finsterwalde verpfändet worden. Bis 1572 war es durch Rudolf v. Gersdorf wieder eingelöst worden. Barzig ist heute ein Ortsteil der Stadt Großräschen.
- Buckowien (seit 1937 Buchhain; heute Ortsteil der Stadt Doberlug-Kirchhain)
- Dobrilugk (heute Stadt Doberlug-Kirchhain)
- Dobristroh (seit 1937 Freienhufen; heute Ortsteil der Stadt Großräschen)
- Dollenchen (heute Ortsteil der Gemeinde Sallgast, Amt Kleine Elster (Niederlausitz))
- Drößig. Das Dorf war an die Solms-Sonnenwalde verpfändet worden. Bis 1572 war es durch Rudolf v. Gersdorf wieder eingelöst worden.
- Dübrichen. Das Dorf war an die Solms-Sonnenwalde verpfändet worden. Bis 1572 war es durch Rudolf v. Gersdorf wieder eingelöst worden. Dübrichen ist heute ein Ortsteil der Stadt Doberlug-Kirchhain.
- Eichholz (heute ein Ortsteil der Gemeinde Heideland, Amt Elsterland)
- Fischwasser (heute Ortsteil der Gemeinde Heideland)
- Frankena (heute Ortsteil der Stadt Doberlug-Kirchhain)
- Frankendorf (heute Ortsteil der Stadt Luckau)
- Freesdorf (heute Ortsteil der Stadt Luckau)
- Friedersdorf (heute ein Ortsteil der Gemeinde Rückersdorf, Amt Elsterland)
- Göllnitz (heute Ortsteil der Gemeinde Sallgast)
- Gruhno (heute Ortsteil der Gemeinde Schönborn)
- Hennersdorf (heute Ortsteil der Stadt Doberlug-Kirchhain)
- Kirchhain (Stadt Doberlug-Kirchhain)
- Lichtena (heute Ortsteil der Stadt Doberlug-Kirchhain)
- Lindena (heute Ortsteil der Gemeinde Schönborn)
- Lugau (heute Ortsteil der Stadt Doberlug-Kirchhain)
- Münchhausen. Das Dorf war an die Solms-Sonnenwalde verpfändet worden. Bis 1572 war es durch Rudolf v. Gersdorf wieder eingelöst worden.
- Nexdorf (heute Ortsteil der Stadt Doberlug-Kirchhain)
- Oppelhain (heute Ortsteil der Gemeinde Rückersdorf)
- Prießen (heute Ortsteil der Stadt Doberlug-Kirchhain)
- Rückersdorf
- Rutzkau. Das Dorf war 1534/37 an die v. Dieskau zu Finsterwalde verpfändet worden. Bis 1572 war es durch Rudolf v. Gersdorf wieder eingelöst worden. Rutzkau ist heute ein Gemeindeteil der Gemeinde Bronkow.
- Schadewitz (heute ein Ortsteil der Gemeinde Schönborn)
- Schilda
- Schönborn
- Sorno (Deutschsorno oder Deutsch-Sorno) (heute Ortsteil der Stadt Finsterwalde)
- Staupitz (heute ein Ortsteil der Gemeinde Gorden-Staupitz)
- Trebbus (heute Ortsteil der Stadt Doberlug-Kirchhain)
- Tröbitz
- Werenzhain (heute Ortsteil der Stadt Doberlug-Kirchhain)

### Vasallengüter der Herrschaft Dobrilugk
Zur Pfandherrschaft bzw. Herrschaft Dobrilugk wurden auch die folgenden Vasallengüter gerechnet. 
- Rittergut Sallgast
  - Gohra (seit 1937 Bergheide; heute devastiert, Gemarkung gehört zur Stadt Finsterwalde)
  - Klingmühl (heute Gemeindeteil von Sallgast und zum größeren Teil devastiert)
  - Sallgast
  - Zürchel (heute ein Gemeindeteil von Sallgast)
- Rittergut Kemlitz (heute Ortsteil der Stadt Dahme/Mark)
- Rittergut Drochow (heute Ortsteil der Gemeinde Schipkau)
- Rittergut Falkenberg (heute Ortsteil der Gemeinde Heideblick)

Nach dem Urbar von 1572 waren noch folgende Dörfer verpfändet:
- (Schollen. Das Dorf gehört zum Klosterbesitz war jedoch 1529 an die Stadt Luckau verpfändet worden. 1554 wurde es von Luckau als Eigentum erworben und kam so nicht mehr zur Pfandherrschaft)
- Breitenau. Der Ort blieb bei der Herrschaft Drehna (heute Ortsteil von Sonnewalde).
- Großbahren. Der Ort blieb bei der Herrschaft Drehna (heute Ortsteil von Sonnewalde).
- Kleinbahren. Der Ort blieb bei der Herrschaft Drehna (heute Ortsteil von Sonnewalde).
- Lieskau (heute Ortsteil der Gemeinde Lichterfeld-Schacksdorf)
- Schacksdorf (heute Ortsteil der Gemeinde Lichterfeld-Schacksdorf)
- Gröbitz (heute Ortsteil der Gemeinde Massen-Niederlausitz)
- Ponnsdorf (heute Ortsteil der Gemeinde Massen-Niederlausitz)

Das Amt Dobrilugk, ab 1818 Rentamt Dobrilugk genannt wurde 1874 aufgelöst.